# Ода отваге
«Ода отваге» (англ. Ode to Gallantry, кит. трад. 俠客行, упр. 侠客行, палл. Ся кэ хан) — гонконгский комедийный боевик 1982 года, снятый режиссёром Чжан Чэ на киностудии братьев Шао. Экранизация романа Цзинь Юна «Ода рыцарям».

## Сюжет
Китай времён династии Мин. Когда Бэй Хайши и его клан просит даоса Ши Цина взять к себе на обучение Ши Чжунцзяна, он соглашается на три года обучать его своей магии. Даос отводит парня в свою пещеру и начинает обучать его дыхательной технике.
Мисс Диндан из клана Чанлэ полагает, что Чжунцзян их глава, которого зовут Ши Чжунъюй, и сообщает ему, что они должны пожениться. Появляется Бэй Хайши со своими людьми и забирают Чжунцзяна до окончания свадьбы, сообщая ему, что он один из братьев-близнецов, которого когда-то похитили люди Чанлэ. Позже Диндан отводит своего жениха к своему деду, который угрожает ему расправой за уход во время свадебной церемонии, поэтому она обучает возлюбленного кунг-фу.
Даос Ши находит брата-близнеца, Чжунъюя, который нарушает обещание сражаться за клан. Чжунцзян соглашается занять его место и бьётся с даосом, в то время как Чжунъюй пытается сбежать вместе с Диндан. Клан Чанлэ принимает решение назначить Чжунцзяна своим вожаком, и тот соглашается. Диндан отправляет людей Ши в сон с помощью газа, будит Чжунъюя и заставляет его поменяться местами с Чжунцзяном. В итоге Чжунъюй собирается стать главой Чанлэ, но они раскрывают подмену.
Разыскав своего отца, Чжунцзян узнаёт, что для Чжунъюя он тоже приходится отцом, но матери у них разные. Чжунцзян уходит всместе с отцом, а Чжунъюй отправляется на трёхлетнее обучение под руководством даоса Ши.

## В ролях
| Актёр/актриса | Имя персонажа            | Актёр/актриса | Имя персонажа            |
| ------------- | ------------------------ | ------------- | ------------------------ |
| Го Чжуй       | Ши Чжунъюй / Ши Чжунцзян | Чжань Сэнь    | Бай Ваньцзянь            |
| Тан Цзин      | Ши Цин                   | Хуа Лунь      | Вэнь Ваньфу              |
| Лю Хуэйлин    | Минь Жоу                 | Вон Мэймэй    | Хуа Ваньцзы              |
| Ван Ли        | Се Тянькэ                | Юй Тайпин     | Чжу Хэнъе                |
| Сунь Цзянь    | Бэй Хайши                | Ян Сюн        | Фэн Ваньли               |
| Вэнь Сюээр    | Диндан                   | Ха Пхин       | Мэй Фангу                |
| Ю Цуйлин      | Шицзянь                  | Чау Киньпхин  | Цю Шаньфэн               |
| Цзян Шэн      | посланник Белый Тигр     | Тхам Чаньтоу  | Чжань Фэй                |
| Чжу Кэ        | посланник Зелёный Дракон | Лук Киммин    | У Даотун                 |
| Чэн Тяньцы    | посланник Красная Птица  | Ип Тхиньхан   | главный                  |
| Ян Чжицин     | Дин Бусань               | Цян Хань      | глава банды Чжэньтяньбан |

## Кассовые сборы
Кинотеатральный прокат фильма в Гонконге проходил с 16 по 21 декабря 1982 года. За шесть дней сборы фильма составили 1 013 819 HK$.

## Критика
Борис Хохлов (Hong Kong Cinema) считает картину «торопливой» и скомканной. Критик низко оценивает игру актёрского состава, за исключением Го Чжуя (Филипа Куока), и режиссуру Чжан Чэ. То же самое относится и к поединкам — бо́льшую их часть (кроме финального поединка) автор рецензии называет «короткими, банальными и старомодными». Противоположного мнения о боевых сценах придерживаются авторы рецензий в книге The Encyclopedia of Martial Arts Movies, заявляющие, что постановка боёв в фильме «блестящая».